# 科尔内略·萨韦德拉县

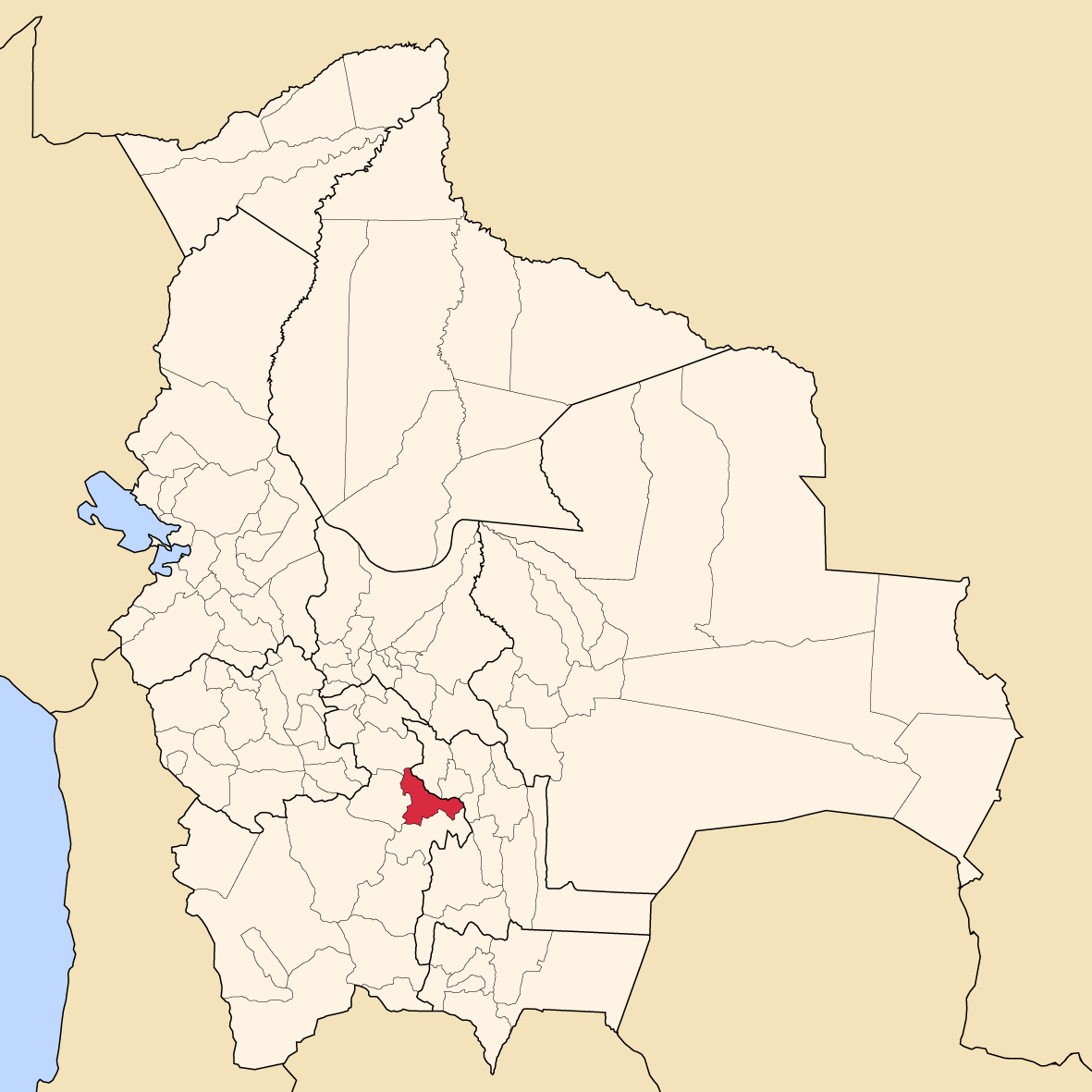

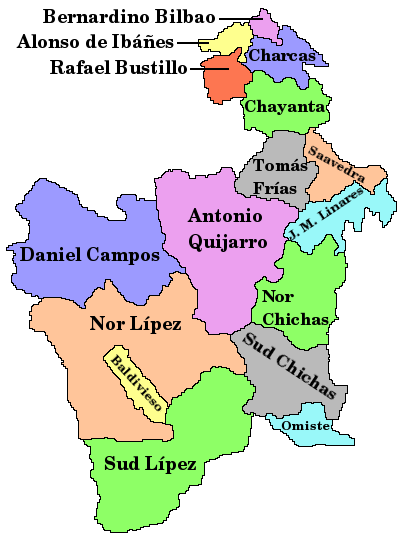

19°21′S 65°13′W / 19.350°S 65.217°W
科尔内略·薩韋德拉县（西班牙語：Provincia de Cornelio Saavedra），是玻利維亞的县份，位於該國西南部，屬於波托西省的一部分，县府設於貝坦索斯，面積3,153平方公里，2001年人口58,706，人口密度每平方公里18.6人。